# Julien Soucours
Julien Soucours, né le 7 juin 1926 à Tresses (Gironde) et mort le 15 juin 2017, à Évecquemont (Yvelines), est un athlète français, spécialiste du 3 000 m steeple.

## Biographie
Julien Soucours remporte deux titres de champion de France du 3 000 mètres steeple, en 1955 et 1956.
Il améliore à quatre reprises le record de France du 3 000 mètres steeple, le portant à 9 min 4 s 2 le 12 septembre 1956 à Londres.
Il remporte la médaille d'argent du steeple lors des Jeux méditerranéens de 1955.

### Palmarès
- Championnats de France d'athlétisme :
  - vainqueur du 3 000 m steeple en 1955 et 1956.

### Records
| Épreuve         | Performance  | Lieu | Date |
| --------------- | ------------ | ---- | ---- |
| 3 000 m steeple | 9 min 04 s 2 |      | 1956 |